# Hårfläta

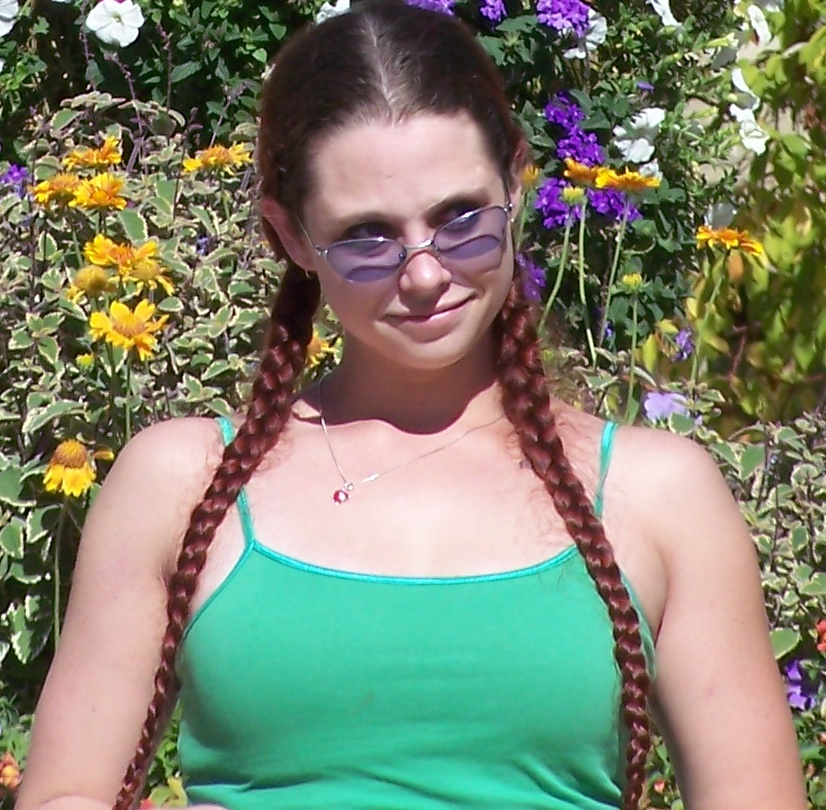
Kvinna med håret i flätor.

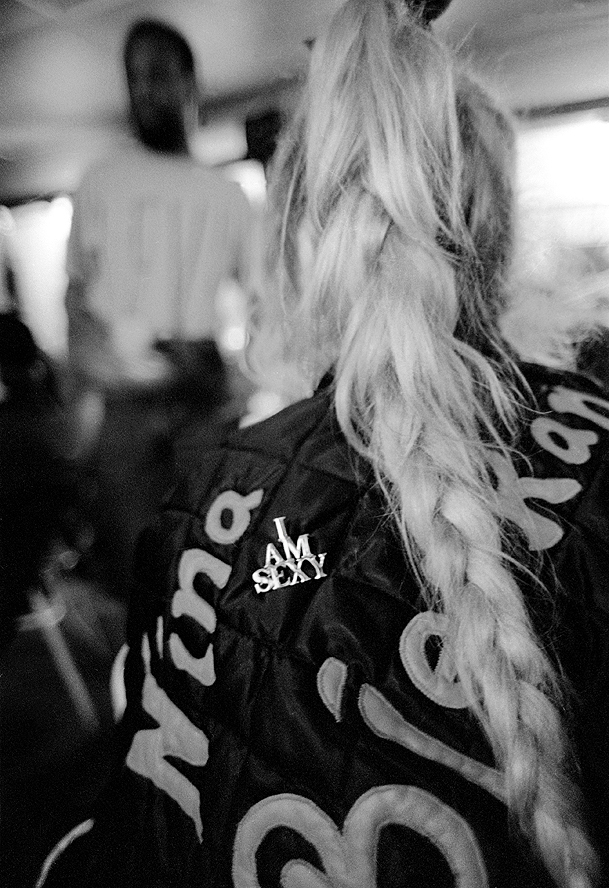
Flicka med fläta.

Hårfläta, eller fläta, är en mycket vanlig frisyr, främst använd av kvinnor. Den förekommer i ett stort antal olika varianter och återfinns i så gott som alla kulturer. Tekniken bygger på samma teknik som en vanlig fläta. Vid den vanligaste och enklaste flätningen delas håret in i tre tofsar. De två yttersta tofsarna läggs sedan över den mittersta om vartannat.